# Португальское междуцарствие
Междуцарствие 1383—1385 годов — период португальской истории между смертью в 1383 году короля Фернанду I, не оставившего наследника, и воцарением в 1385 году короля Жуана I.

## Предыстория
У короля Фернанду I от брака с Леонорой Теллеш в 1372 году родилась дочь Беатрис. Её замужество было главным вопросом политической жизни Португалии, так как от него зависело будущее страны. Различные партии при дворе поддерживали разных претендентов, пока король не остановил свой выбор на короле Кастилии Хуане I. За время своего правления Фернанду трижды воевал с Кастилией, и этот брак, заключённый в мае 1383 года, должен был положить конец старой вражде. Однако это решение не имело массовой поддержки, ибо означало, что в итоге Португалия войдёт в состав Кастилии, что не нравилось португальским дворянам. Противники брака были разобщены, не представляя собой единой силы. Их двумя фаворитами были единокровные побочные братья Фернанду:
- Жуан, сын Педру I от Инес де Кастро, на тот момент проживавший в Кастилии,
- Жуан, магистр Ависского ордена, сын Педру I от Терезы Лоуренсо, очень популярный среди дворянства.

22 октября 1383 года Фернанду I скончался. В соответствии с условиями брачного договора вдовствующая королева Леонора стала регентом от имени своей дочери Беатрис и зятя Хуана I Кастильского. Дипломатическое противостояние было более невозможно, и оппозиция перешла к активным действиям.

## 1383 год

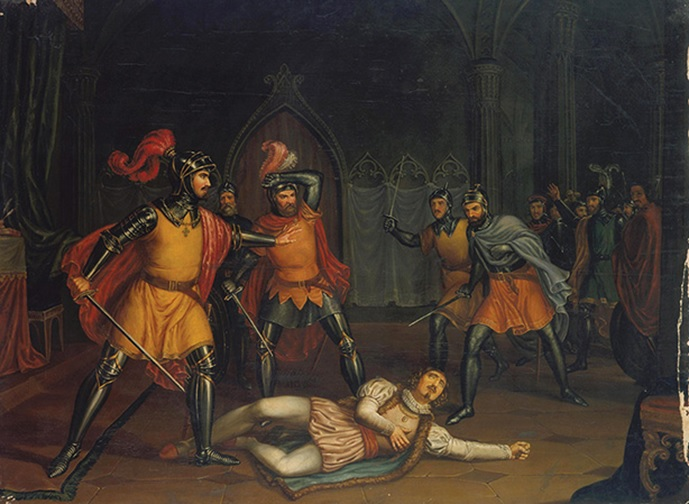
Убийство заговорщиками графа Андейру.

В декабре 1383 года ненавидимый народом любовник вдовствующей королевы Жуан Фернандес Андейру, граф Оуремский, был убит группой заговорщиков, которых возглавил магистр Ависского ордена Жуан. Глава заговорщиков, провозглашённый «защитником Португалии», стал знаменем оппозиции, противостоявшей попыткам Хуана I Кастильского овладеть португальским престолом по праву наследования своей жены Беатрис.

## 1384 год
Королева Леонора бежала в Сантарен и обратилась к Кастилии за помощью. 6 апреля 1384 года сторонники Жуана Ависского разбили вторгшихся кастильцев в сражении при Атолейруше, однако это была лишь тактическая победа.
В мае Хуан Кастильский вернулся и осадил Лиссабон с суши, в то время как его флот блокировал городской порт на реке Тежу. Без помощи столичных финансовых кругов Жуан Ависский не мог бы организовать сопротивление. Но без коронации короной Португалии в Лиссабоне Хуан и Беатриса также считались лишь претендентами.

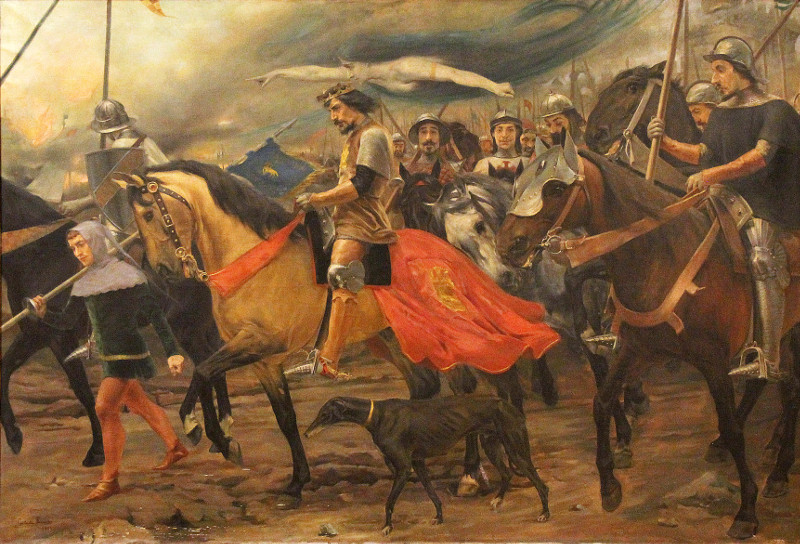
Чума заставляет отступить кастильцев от Лиссабона. Картина Константина Фернандоса (1901 год)

Тем временем Жуан полностью передал командование войсками генералу Нуну Альварешу Перейре, победителю при Атолейруше. Генерал продолжил атаковать города, лояльные кастильцам, и беспокоить интервентов, а Жуан сосредоточился на дипломатических вопросах, стараясь найти помощь за границей.
На 1384 год пришёлся пик Столетней войны между Англией и Францией. Кастилия была старым союзником Франции, поэтому для Жуана было естественным попытаться заручиться поддержкой Англии. В мае, когда началась осада Лиссабона, к Ричарду II было отправлено посольство с просьбой о поддержке Португалии в деле борьбы за независимость. Королю Англии было в то время лишь 17 лет, и делами страны фактически занимался его дядя Джон Гонт. Гонт в итоге согласился отправить войска на помощь португальской армии.
Лиссабон жестоко страдал от осады. Надежды на помощь от армии Жуана не было: она была слишком маленькой, и была занята покорением других городов. Попытка капитана Руи Перейры прорвать 18 июля блокаду и доставить в город продовольствие закончилась потерей трёх судов из четырёх и гибелью самого капитана. Однако партизанские действия Нуну Альвареша Перейры привели к нехватке продовольствия и в кастильском лагере, которая усугубилась вспышкой чумы. В итоге 3 сентября кастильские войска сняли осаду и вернулись на родину; неделей позже кастильский флот покинул реку Тежу.

## 1385 год
В конце 1384 и начале 1385 года Жуан Ависский продолжал малоэффективные попытки покорения португальских городов, продолжавших держать сторону Кастилии, пока на Пасху не прибыла английская помощь. Англичан было всего 600 человек, но это были ветераны битв Столетней войны, носители самой передовой военной тактики, успешно доказавшей своё преимущество на полях сражений.
Тем временем Жуан созвал в Коимбре кортесы, которые 6 апреля провозгласили его королём Португалии. Хуан Кастильский отправил в ответ карательную экспедицию, но она была разбита при Транкозу.
Однако Хуан ещё с января готовил большую армию, которая должна была решить дело в его пользу. Эта армия вторглась в Португалию через лояльные кастильцам северные районы, двинувшись от Селорику-да-Бейра на Коимбру и Лейрию. Общая численность интервентов составляла 30 тысяч человек, с ними был отряд французской тяжёлой кавалерии. Португальцы могли им противопоставить лишь 6,5 тысяч солдат.
Войска Жуана и Нуну Альвареша Перейры соединились у города Томар. Было решено, что нельзя позволить кастильцам вновь осадить Лиссабон — город бы неминуемо пал. Португальцы и англичане двинулись к Лейрии, и 14 августа сошлись с противником возле Алджубаротты. В последующей битве английские стрелки, вооружённые длинными луками и укрывшиеся за полевыми укреплениями, вновь доказали своё превосходство на поле боя. Кастильская армия и её французские союзники потерпели такое поражение, что Хуану пришлось отказаться от всякой мысли о новых вторжениях. Преследуя отступающих, Нуну Альвареш Перейра вторгся в Кастилию, и нанёс кастильцам поражение при Вальверде, что заставило большинство португальских городов, ещё сохранявших верность кастильцам, признать власть Жуана.

## Завершение
Победа при Алжубаротте сделала Жуана признанным всей страной королём Португалии, завершив междуцарствие. В 1387 году между Португалией и Кастилией было заключено перемирие, которое длилось до 1411 года, когда по договору Айтона-Сеговии Кастилия признала независимость Португалии.
Образовавшийся в годы междуцарствия англо-португальский альянс действовал до XX века.